# Davor Lešić
Davor Lešić (Rijeka, 1966.) je hrvatski operni pjevač - tenor.

## Životopis
Pjevanje je diplomirao na Muzičkoj akademiji u Zagrebu u klasi Zdenke Žabčić-Hesky. Od 1989. godine stalno je zaposlen u HNK-u Ivana pl. Zajca u Rijeci kao član opernog zbora, a od 2001. godine kao solist Opere. Nakon niza godina nastupanja u manjim ulogama u operi, opereti i mjuziklu, u studenome 2006. s Enzom u Giocondi počeo je pjevati glavne. Slijedio je u siječnju 2007. Turiddu u Cavalleriji rusticani u Rijeci i u Zagrebu. Počela su se redati gostovanja i premijere u hrvatskim opernim kućama: u Rijeci u travnju 2007. Tosca s Francescom Patané u naslovnoj ulozi. Ta predstava Tosce, izvedena 2008. na trima različitim kulturno-povijesnim lokacijama u Rijeci u realnom vremenu događanja u rasponu od 15 sati, dobila je nagradu Novog lista za najbolji događaj - najcjelovitije ostvarenje "Riječkih ljetnih noći". Pripala joj je, prvi put te godine, i nagrada publike. Za tu je izvedbu ansamblu Opere HNK Ivana pl. Zajca dodijeljeno i prestižno priznanje, Diploma "Milka Trnina" za 2008. godinu Hrvatskog društva glazbenih umjetnika. U prosincu 2007. Lešić je pjevao u Cavalleriji rusticani u Slovenskom narodnom gledališču u Mariboru, u veljači 2008. bio je Macduff u Macbethu u Rijeci, u travnju 2008. u HNK-u u Zagrebu nastupio je u prvoj hrvatskoj izvedbi opere Mirjana Josipa Mandića, u srpnju 2008. u Rijeci u Verdijevu Requiemu. U listopad 2008. pjevao je na premijeri gotovo zaboravljene opere Sunčanica Borisa Papandopula. Za tu je izvedbu ansambl HNK-a Ivana pl. Zajca u Rijeci dobio Nagradu "Vatroslav Lisinski" za 2008. godinu za izvedbeno stvaralaštvo i promociju hrvatske glazbe koju dodjeljuje Hrvatsko društvo skladatelja. U studenome 2008. nastupio je na premijeri Madama Butterfly s umjetnicom međunarodnog ugleda, Kineskinjom Hui He u naslovnoj ulozi. Godinu 2009. počeo je obnovom Macbetha i novom, šestom premijerom u dvoipolgodišnjem solističkom statusu – Verdijevom Traviatom. U sezonu 2009./2010. ušao je s položenim magisterijem na zagrebačkoj Muzičkoj akademiji i još jednom novom ulogom na sceni - Stefanom na praizvedbi komične opere Casanova u Istri Alfija Kabilja, a u studenome je pjevao glavnu ulogu Adela u koncertnoj izvedbi opere Adel i Mara Josipa Hatzea u produkciji Hrvatske radiotelevizije. Slijedila je iznimno uspjela premijera riječkog opernog ansambla Cileine Adriane Lecouvreur i u njoj uloga Maurizija a zatim Edgardo u Donizettijevoj Luciji di Lammermoor. A na samome kraju sezone, ambijentalna Cavalleria rusticana, u kojoj je pjevao Turiddua,u sklopu Riječkih ljetnih noći, dobila je Nagradu publike i Nagradu Novog lista za najcjelovitiji događaj Festivala. Istodobno se počeo usavršavati kod slavne hrvatske mezzosopranistice Biserke Cvejić.

## Repertoar

#### Opera
- A.Ponchielli:  La Gioconda – Enzo Grimaldo
- P. Mascagni: Cavalleria rusticana - Turiddu
- G. Puccini: Madama Butterfly – Pinkerton
- G. Puccini: Tosca – Mario Cavaradossi
- G. Verdi: Macbeth – Macduff
- G. Verdi: Traviata – Alfredo Germont
- J. Mandić: Mirjana – Petar Njegovan
- I. pl. Zajc:  Nikola Šubic Zrinjski – Mehmed Sokolovic
- B. Papandopulo: Sunčanica – Vezir
- A. Kabiljo: Casanova u Istri - Stefano
- Josip Hatze: Adel i Mara - Adel, koncertna izvedba
- Francesco Cilea: Adriana Lecouvreur - Maurizio, conte di Sassonia
- Gaetano Donizetti: Lucia di Lammermoor - Sir Edgardo di Ravenswood
- Ivan Josip Skender: Šuma Striborova - Sin
- Ruggiero Leoncavallo: Pagliacci - Canio

#### Koncerti
- G. Rossini: Petite messe solennelle
- G. Verdi: Requiem